# Genzone
Genzone är en ort och frazione i kommunen Corteolona e Genzone i provinsen Pavia i regionen Lombardiet i Italien. 
Genzone upphörde som kommun den 1 januari 2016 och bildade med den tidigare kommunen Corteolona den nya kommunen Corteolona e Genzone. Den tidigare kommunen hade 353 invånare (2015).